# Georg Urdang

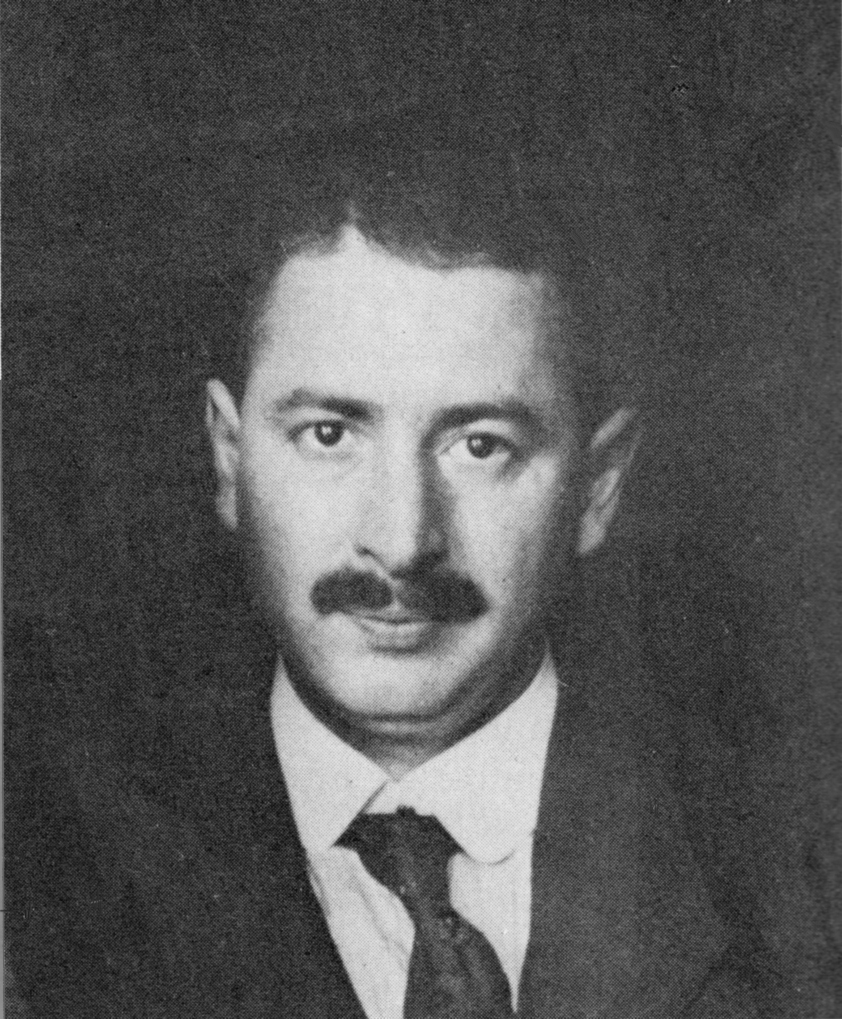
George Urdang, ca. 1919

Georg Urdang, nach 1937 auch George Urdang (* 13. Juni 1882 in Tilsit, Ostpreußen; † 8. Mai 1960 in Madison) war ein deutsch-US-amerikanischer Apotheker, Pharmaziehistoriker, Redakteur und Schriftsteller aus Ostpreußen. Er emigrierte in die USA, wo er Professor der University of Wisconsin-Madison wurde und das American Institute of the History of Pharmacy gründete.

## Leben
Urdangs Eltern waren der Kaufmann und Rabbiner Isidor Urdang (1832–1882) und seine Ehefrau Emma Marie geb. Alban (1851–1928) geboren. Zuerst besuchte er das Gymnasium in Tilsit, wechselte auf das Tilsiter Realgymnasium, das er 1898 mit Obersekundareife abschloss. Im selben Jahr begann er seine Lehrzeit als Apothekergehilfe in der Reichsadler-Apotheke in Insterburg. Er setzte sie fort in Wächter´s Grüner Apotheke in Tilsit, wo er 1901 seine Gesellenprüfung ablegte. Am 25. April 1904 begann er sein Pharmaziestudium an der Universität Leipzig, das er im November 1905 mit dem Staatsexamen abschloss. Sein erster Arbeitsplatz war die Westend-Apotheke in Frankfurt am Main. Doch bereits 1906 kehrte er in seine Heimat zurück, um dort bis 1910 als Erster Rezeptar in Wächter´s Grüner Apotheke zu arbeiten. Am  30. März 1909 heiratete er Gertrude Preuss aus Tilsit. Von 1910 bis 1919 war Urdang Eigentümer der Adler-Apotheke in der westpreußischen Stadt Rosenberg. Hier war er nach eigener Aussage ein kleiner Landapotheker, der alleine arbeitete und nur nachts Zeit für Forschungen in der Pharmaziegeschichte hatte. In Rosenberg bekam das Ehepaar drei Kinder, zwei Töchter und einen Sohn, der aber bereits im Kindesalter verstarb.

### Arbeit als Redakteur
Schon zu seiner Zeit als Apothekenleiter kommentierte er in der Pharmazeutischen Zeitung fachpolitische Themen. 1919 bot ihm die Pharmazeutische Zeitung an, als Redakteur in Berlin zu arbeiten. Dort publizierte er bis 1936 unter anderem Artikel über die Berufspsyche des Apothekers und die Darstellung des Apothekerberufs in der Literatur. 1923 erschien sein erster pharmaziehistorischer Artikel „Die Pharmazeutische Geschichtsschreibung in Deutschland“. Während seiner Arbeit als Redakteur promovierte er bei den Professoren Edmund Oskar von Lippmann (Berlin) und Carl August Jacob Rojahn (Halle) in Pharmaziegeschichte. Seine Doktorarbeit über „Die Geschichte der Metalle in deutschen Arzneibüchern“ wurde 1933  veröffentlicht. 1934  wurde Urdang durch die Nationalsozialisten Berufsverbot erteilt. Doch erlaubte ihm die Pharmazeutische Zeitung, die Stelle zu behalten und er konnte noch bis 1936 unter einem Pseudonym veröffentlichen.

### Gründung der Gesellschaft für Geschichte der Pharmazie
1926  gründete Urdang zusammen mit Ludwig Winkler, Walther Zimmermann, Fritz Ferchl und Otto Raubenheimer in Hall bei Innsbruck die „Gesellschaft für Geschichte der Pharmazie“, in deren Vorstand er 1929 Schatzmeister war und der er um 1937 als korrespondierendes Mitglied angehörte.

### Emigration
1938 emigrierte Urdang in die USA. Dort studierte er am Brooklyn College of Pharmacy, Long Island University erneut Pharmazie und legte  1939 das Staatsexamen ab. Im Juni 1939 ging Urdang nach Madison, Wisconsin, um dort mit Hilfe der pharmaziehistorischen Sammlung von Dr. Edward Kremers das erste amerikanische Lehrbuch für Geschichte der Pharmazie zu schreiben. 1941 gründete er ebenfalls in Madison (Wisconsin) das „American Institute of the History of Pharmacy“, dessen erster Direktor er bis 1956 war. Diese neu gegründete Fachgesellschaft bot auch anderen Universitäten von Urdang verfasste Lehrpläne sowie Lehrveranstaltungen und Tagungen an. Den Ruf auf eine Professur für Medizingeschichte in Madison lehnte Urdang ab, da er der Pharmaziegeschichte treu bleiben wollte und sich für den Aufbau eines Lehrstuhl in diesem Fach einsetzte. Seine Bemühungen wurden 1947 erfolgreich, als er dort mit 65 Jahren noch zum Professor für Pharmaziegeschichte ernannt wurde. Zusammen mit seinem Assistenten Hans Dieckmann, einem post-doc aus Bielefeld, verfasste er 1954 das Lehrbuch Einführung in die Geschichte der deutschen Pharmazie.

### Nachkriegszeit
Als man 1947 in Deutschland davon erfuhr, dass Urdang mittlerweile Professor für Geschichte der Pharmazie geworden war, sahen seine ehemaligen Kollegen in ihm einen wertvollen Helfer beim Wiederaufbau der deutschen Pharmaziegeschichte. Aber erst die in der amerikanischen Besatzungszone eingeführte Niederlassungsfreiheit für Apotheker ermöglichte es Urdang, anlässlich des Allgemeinen Deutschen Apothekertages am 10. Juli 1950 nach Berlin zu reisen und dort als Gastredner aufzutreten. Bis zu seinem Tod blieb er in Kontakt mit den europäischen Pharmaziehistorikern. Urdang verstarb 1960 in Madison an einem Herzinfarkt.

## Auszeichnungen
- Ehrendoktor, Doctor of Science (Sc. D.) h. c. des Philadelphia College of Pharmacy and Science (1944)
- Hermann Schelenz-Plakette (1949)
- Ehrendoktorwürde der Christian-Albrechts-Universität zu Kiel (1949)

## Veröffentlichungen (Auswahl)
- Der Apotheker im Spiegel der Literatur
- Der Apotheker als Subjekt und Objekt der Literatur
- Wesen und Bedeutung der Geschichte der Pharmazie
- Zur Geschichte der Metalle in den amtlichen deutschen Arzneibüchern
- mit Alfred Adelung: Grundriß der Geschichte der deutschen Pharmazie. Berlin 1935 (Veröffentlichung der Gesellschaft für Geschichte der Pharmazie).
- Hermann Gelder-Berlin, goldenes Berufsjubiläum.[3]
- The Squibb Ancient Pharmacy
- mit Edward Kremers: History of Pharmacy. A Guide and a Survey. Philadelphia/London/Montreal 1951.
- mit Hans Dieckmann: Einführung in die Geschichte der deutschen Pharmazie. Frankfurt am Main 1954.
- Goethe and Pharmacy